# De Waker
De Waker is een voormalig waterschap in de provincie Groningen.
Het waterschap is feitelijk de voortzetting van de Verenigde waterschappen Kleinemeer en Borgercompagnie Westkant. Toen dit in 1962 werd verkleind werd besloten het schap een andere naam te geven.
In 1968 werd het waterschap De Rustplaats toegevoegd aan De Waker. In 1975 werd het waterschap opgeheven en om weer direct te worden opgericht, waarbij alle gronden tussen het Borgercompagniesterdiep en het Kieldiep ten noorden van de Woortmanslaan werden verenigd. 
Waterstaatkundig gezien ligt het gebied sinds 2000 binnen dat van het waterschap Hunze en Aa's.